# Grigny, Pas-de-Calais
Grigny är en kommun i departementet Pas-de-Calais i regionen Hauts-de-France i norra Frankrike. Kommunen ligger i kantonen Le Parcq som tillhör arrondissementet Montreuil. År 2022 hade Grigny 292 invånare.

## Befolkningsutveckling
Antalet invånare i kommunen Grigny
| Referens: INSEE |